# Carcassonne (igra)
Karkason (Carcassonne) je strateška društvena igra za dva do pet igrača i bazira se na proširavanju postojećeg polja dodavanjem novih pločica. Radnja igre se dešava na jugu Francuske, s obzirom da je igra nazvana po srednjovekovnom utvrđenju Carcassonne.

Igrači biraju između pločica koje prikazuju gradove, puteve, manastire, polja ili neke njihove kombinacije. Svaka nova pločica proširuje tablu za igranje i na nju igrači mogu da postavljaju svoje sledbenike. Postavljanjem sledbenika na prave uloge (monasi, vitezi, farmeri i lopovi) igrač pravi strategiju za sakupljanje pobedonostnih poena.
Svaki od njih ima svoje polje delanja i samo na njemu se dobija poen kada se sledbenik postavi. Monah je tako postavljen u manastir, lopov na put, farmer na polje, a vitez u grad. Dok god sledbenik radi na pločici on mora da bude postavljen na njoj, to jest, ne možete ga premestiti na drugu.
Pločice moraju biti postavljene pored pločica koje su već u igri, tako da su gradovi povezani sa gradovima, putevima sa putevima, i tako dalje.
Igrač postavlja samo jednu pločicu po krugu i ima mogućnost da stavite jednu figuricu, pa se igra veoma brzo, iako ima mnogo opcija i mogućnosti.

Pored osnovne verzije postoje i ekspanzije koje povećavaju broj polja ili broj igrača:
- The River
- The Abbot
- Inns & Cathedrals
- Traders & Builders
- Princes and Dragon
- Expansion Under the Big Top

## Spoljašnje veze
- Carcassonne board game